# Pasteur Musabe
Pasteur Musabe (1949 -14 febrer 1999) és un director general del Banc Continental Africà de Rwanda (BACAR) a Kigali.
Va néixer el 1949 a Rubari, al municipi de Giciye, a la prefectura de GISENYI, al nord-oest de Rwanda.
La nit del 14 al 15 de febrer de 1999, mentre es preparava per unir-se a la seva dona i els seus dos fills que havien buscat asil a Europa, Pasteur Musabe va ser assassinat el 14 de febrer de 1999 a Yaoundé, per tres homes que el van emmordassar, li van torçar el coll i el van apunyalar.